# Halderberge

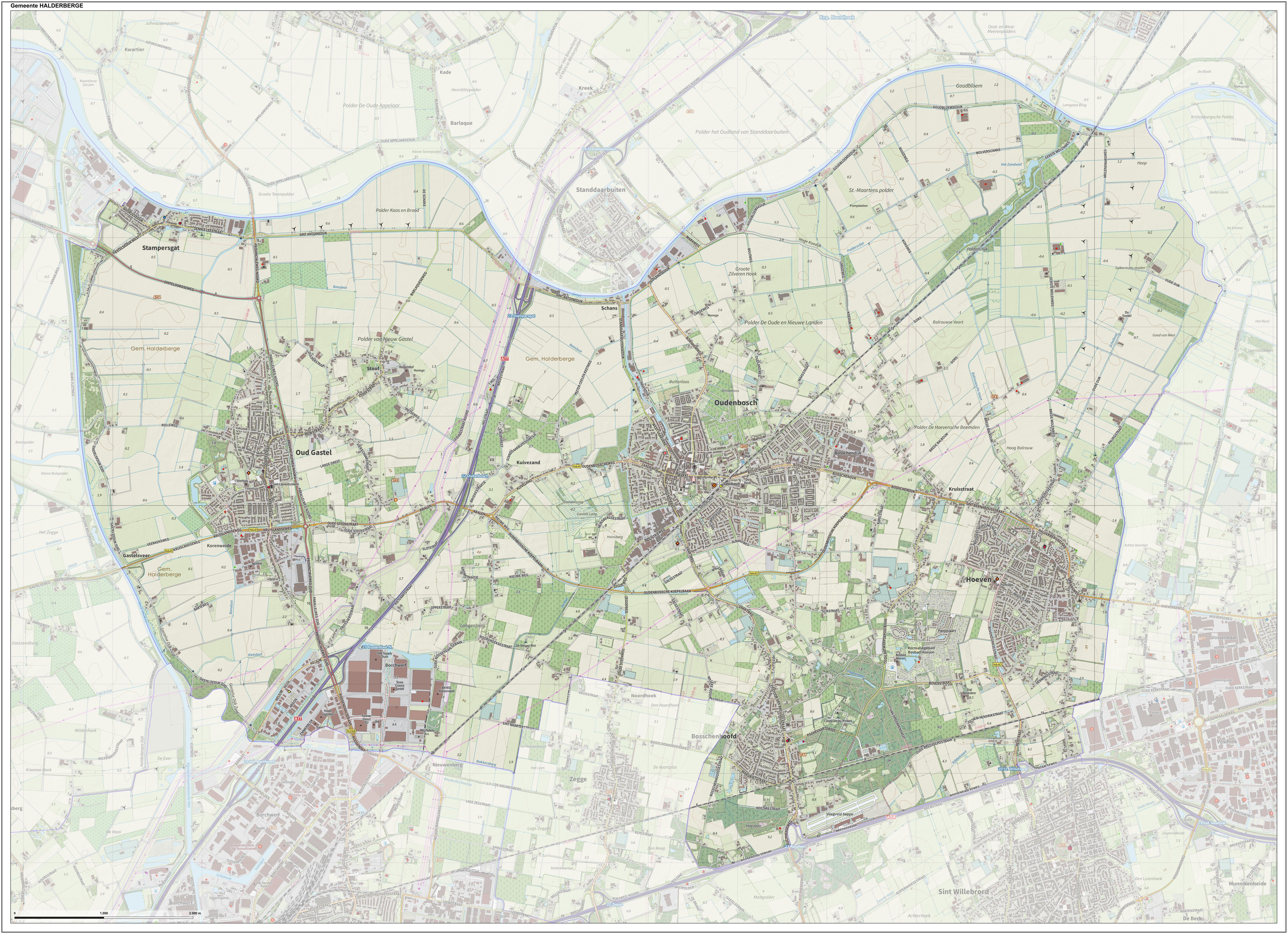
Topografische gemeentekaart van Halderberge, september 2022

Halderberge (uitspraakⓘ) is een gemeente in de Nederlandse provincie Noord-Brabant. De gemeente telt 31.183 inwoners (22 november 2024, bron: CBS) en heeft een oppervlakte van 75,04 km².
De gemeente is op 1 januari 1997 ontstaan uit samenvoeging van de gemeenten Hoeven, Oudenbosch en Oud en Nieuw Gastel. Dit was het gevolg van de gemeentelijke herindeling in de provincie Noord-Brabant.

## Kernen
Bosschenhoofd, Hoeven, Oud Gastel, Oudenbosch (gemeentehuis) en Stampersgat.

## Geschiedenis
Vanaf het jaar 1275 wist de cisterciënzer abdij van St. Bernard te Hemiksem in het gebied van Gastel, Hoeven en Oudenbosch allerlei rechten en goederen te verkrijgen. De schenking in december van dat jaar door Arnout van Leuven, heer van Breda, markeert de entree van de abdij in deze regio. Vanaf dat moment werd ook begonnen met de ontginning en ontwikkeling van het gebied.
In een akte van 6 december 1298, waarbij de heer van Breda de abt bevestigt in zijn bezit en zijn bestuurlijke en rechtsprekende bevoegdheden, wordt regelmatig gesproken over het Goed van Halderberge. Hieronder werd verstaan een gebied waarin globaal de voormalige gemeenten Hoeven en Oudenbosch, en een deel van Oud en Nieuw Gastel lagen.
Tussen de twaalfde eeuw en de zestiende eeuw ontwikkelden de dorpen zich in het gebied. Op markante of strategisch belangrijke plaatsen vestigden turfstekers, schippers en landbouwers zich en op die plaatsen zijn de dorpen ontstaan. In het midden van de zestiende eeuw kwam een einde aan de turfwinning. Veel arbeiders bleven echter in het gebied wonen en ontplooiden nieuwe activiteiten. Door het uitbreken van de Tachtigjarige Oorlog veranderde er veel in het gebied. Rampen en epidemieën zorgden voor een leegstroom en na het einde van de oorlog in 1648 begon een periode van wederopbouw. Vanaf die tijd zijn de dorpen ontstaan zoals we ze nu nog kennen. Elk dorp heeft een eigen identiteit en geschiedenis.
De oorsprong van het toponiem Halderberge is niet eenduidig vast te stellen. Een eerste variant verklaart Halderberg uit Halreberg, waarbij de stam Halre vervolgens is afgeleid van Harle. De samenstelling van har of haar en le of lo staat dan respectievelijk voor een zandige heuvelrug en een bosje op hoge zandgrond.
De tweede variant zoekt de betekenis van Halreberg in het Germaans, met name in halan berga, waarbij halu staat voor afhellend en berga voor berg. Zowel het beeld van een beboste zandige heuvelrug, als dat van een afhellende berg past in het dertiende-eeuwse landschap.
De vaststelling van Halderberge als gemeentenaam betekent een blijk van waardering voor de monniken van de abdij van St. Bernard, die in het laatste kwart van de dertiende eeuw de basis hebben gelegd voor de latere ontwikkeling van de dorpsgemeenschappen van Gastel, Hoeven en Oudenbosch. Zoals bekend zijn de woonkernen Stampersgat en Bosschenhoofd van latere datum.

## Zetelverdeling gemeenteraad
De gemeenteraad van Halderberge bestaat uit 21 zetels. Hieronder staat de samenstelling van de gemeenteraad sinds 1998:
| Gemeenteraadszetels                 | Gemeenteraadszetels | Gemeenteraadszetels | Gemeenteraadszetels | Gemeenteraadszetels | Gemeenteraadszetels | Gemeenteraadszetels | Gemeenteraadszetels |
| Partij                              | 1998                | 2002                | 2006                | 2010                | 2014                | 2018                | 2022                |
| ----------------------------------- | ------------------- | ------------------- | ------------------- | ------------------- | ------------------- | ------------------- | ------------------- |
| VVD                                 | 4                   | 4                   | 4                   | 3                   | 4                   | 6                   | 8                   |
| Lokaal Halderberge                  | -                   | -                   | -                   | -                   | 5                   | 5                   | 6                   |
| Werkgroep Oud Gastel - Stampersgat  | 3                   | 3                   | 4                   | 4                   | 3                   | 3                   | 4                   |
| CDA                                 | 4                   | 4                   | 3                   | 4                   | 5                   | 4                   | 2                   |
| D66                                 | -                   | -                   | -                   | -                   | -                   | -                   | 2                   |
| PvdA/GroenLinks                     | -                   | -                   | -                   | -                   | -                   | -                   | 1                   |
| Progressief Halderberge             | 2                   | 2                   | 4                   | 2                   | 3                   | 2                   | -                   |
| Vrijzinnig Democratisch Genootschap | -                   | -                   | -                   | 1                   | 1                   | 1                   | -                   |
| Hoeven 2000                         | 3                   | 3                   | 3                   | 3                   | -                   | -                   | -                   |
| Gemeenschapsbelang Halderberge      | 3                   | 3                   | 2                   | 2                   | -                   | -                   | -                   |
| O.N.S. Halderberge                  | 2                   | 2                   | 1                   | 2                   | -                   | -                   | -                   |
| Totaal                              | 21                  | 21                  | 21                  | 21                  | 21                  | 21                  | 23                  |
| Opkomst                             |                     |                     |                     | 50,72%              | 44,74%              | 49,30%              | 47,12%              |

## Aangrenzende gemeenten
| Aangrenzende gemeenten | Aangrenzende gemeenten | Aangrenzende gemeenten | Aangrenzende gemeenten | Aangrenzende gemeenten |
| ---------------------- | ---------------------- | ---------------------- | ---------------------- | ---------------------- |
|                        |                        | Moerdijk               |                        |                        |
|                        |                        |                        |                        |                        |
| Steenbergen            | Etten-Leur             |                        |                        |                        |
|                        |                        |                        |                        |                        |
| Roosendaal             |                        | Rucphen                |                        |                        |

## Monumenten
In de gemeente zijn er een aantal rijksmonumenten, gemeentelijke monumenten, en oorlogsmonumenten, zie:
- Lijst van rijksmonumenten in Halderberge
- Lijst van gemeentelijke monumenten in Halderberge
- Lijst van oorlogsmonumenten in Halderberge

## Kunst in de openbare ruimte
In de gemeente Halderberge zijn diverse beelden, sculpturen en objecten geplaatst in de openbare ruimte, zie:
- Lijst van beelden in Halderberge
- Lijst van Stolpersteine in Halderberge